# (900) Розалинда
(900) Розалинда (лат. Rosalinde) — астероид главного пояса, который был открыт 10 августа 1918 года немецким астрономом Максом Вольфом в Гейдельбергской обсерватории и назван в честь героини оперы Иоганна Штрауса «Летучая мышь».

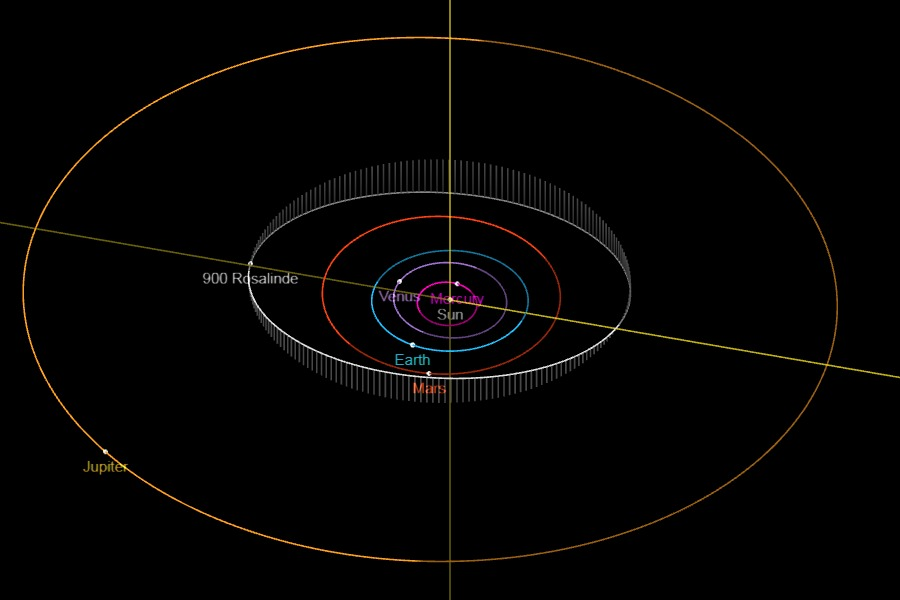
Орбита астероида Розалинда и его положение в Солнечной системе